# Sân bay quốc tế Generál José Antonio Anzoátegui
Sân bay quốc tế Generál José Antonio Anzoátegui (IATA: BLA, ICAO: SVBC) là một sân bay ở Barcelona, Venezuela. Sân bay này có hai đường băng dài 2499 m và 2999 m có bề mặt rải bê tông nhựa.

## Các hãng hàng không và các tuyến điểm

### Chuyến bay nội địa
| Hãng hàng không | Các điểm đến           |
| --------------- | ---------------------- |
| Aserca Airlines | Caracas                |
| Avior Airlines  | Caracas, Porlamar      |
| Conviasa        | Porlamar               |
| Rutaca          | Porlamar               |
| Serami          | Porlamar, Puerto Ordaz |

### Chuyến bay quốc tế
| Hãng hàng không | Các điểm đến          |
| --------------- | --------------------- |
| Avior Airlines  | Miami, Aruba, Curaçao |